# Élisabeth Sonrel

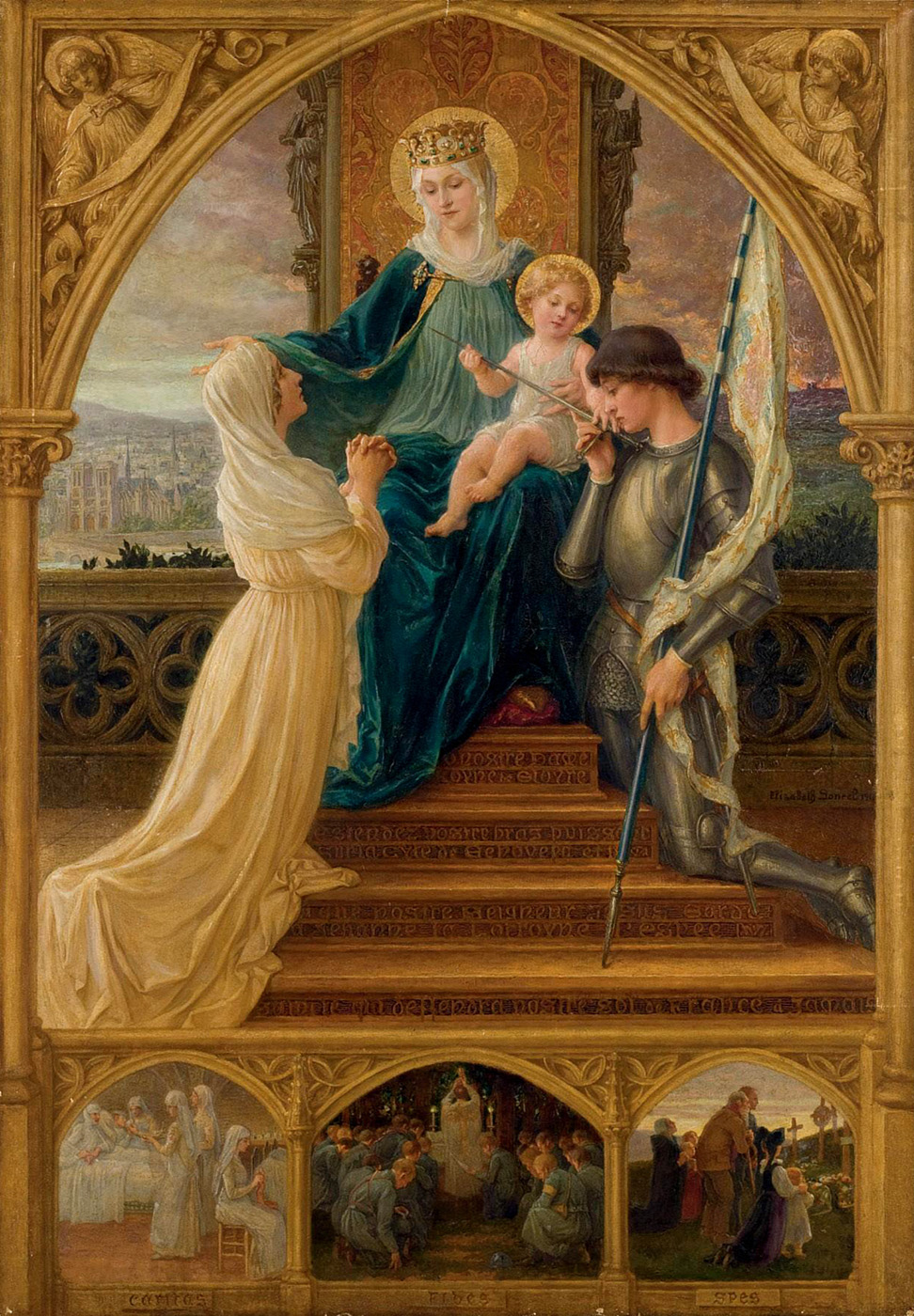
Fecioara cu Pruncul, între Sfânta Genoveva și Ioana d'Arc, 1916

Elisabeth Sonrel (n. 17 mai 1874, Tours, Franța – d. 9 februarie 1953, Sceaux, Seine, Franța) a fost o pictoriță și ilustratoare franceză în stil Art Nouveau. Lucrările sale au inclus subiecte alegorice, misticism, simbolism, portrete și peisaje.

## Biografie
A fost fiica lui Nicolas Stéphane Sonrel, un pictor din Tours, de care a fost instruită la început. Pentru a-și continua studiile, a plecat la Paris ca elevă a lui Jules Lefebvre⁠(d) la École des Beaux-Arts.
În 1892 a pictat lucrarea de diplomă, „Pax et Labor”, o lucrare care poate fi văzută la Musée des Beaux-Arts din Tours. De atunci a expus la Salon des Artistes Français⁠(d) între 1893 și 1941, lucrările sale emblematice fiind acuarele de mari dimensiuni în manieră prerafaelită, pe care a adoptat-o după o călătorie la Florența și Roma, descoperind pictorii renascentiști - unele dintre lucrările ei având nuanțe clare de Botticelli. Picturile ei au fost adesea inspirate de romantismul arthurian, „Divina Comedie” și „La Vita Nuova” ale lui Dante Alighieri, de teme biblice și legende medievale. Printre lucrările sale mistice se numără „Ames errantes” (Salonul din 1894) și „Les Esprits de l’abime” (Salonul din 1899) și „Jeune femme a la tapisserie”.
La Expoziția Universală din 1900, a cărei temă principală a fost Art Nouveau, pictura sa din 1895 „Le Sommeil de la Vierge” (Somnul Fecioarei), a fost distinsă cu o medalie de bronz, iar premiul Henri Lehmann⁠(d) de 3000 de franci din partea Academiei de Arte Frumoase. Începând cu 1900, pictorița sa s-a limitat la portrete, peisaje bretone pitorești și studii florale ocazionale. A făcut călătorii regulate pentru a picta în Bretania, inspirată de pădurea Brocéliande, iar din 1910 în diferite locuri de pe coastă, precum Concarneau, Plougastel, Pont-l'Abbé și Loctudy, cazându-se adesea la hanuri fiind însoțită de unul sau doi studenți. A pictat mai multe lucrări în Le Faouët înainte de a-și construi o vilă în La Baule în anii 1930. Lucrând cu precădere în acuarelă și guașă, ea a găsit modele printre tinerele fete din zonă și a considerat că bretonii sunt în general prietenoși, cinstiți și încrezători în sine.
Ultima sa expoziție la Salon a fost în 1941, la vârsta de 67 de ani. Există, de asemenea, o înregistrare că ea a expus la Liverpool. În primii ani, Sonrel a realizat postere, cărți poștale și ilustrații în stil Art Nouveau.

## Galerie

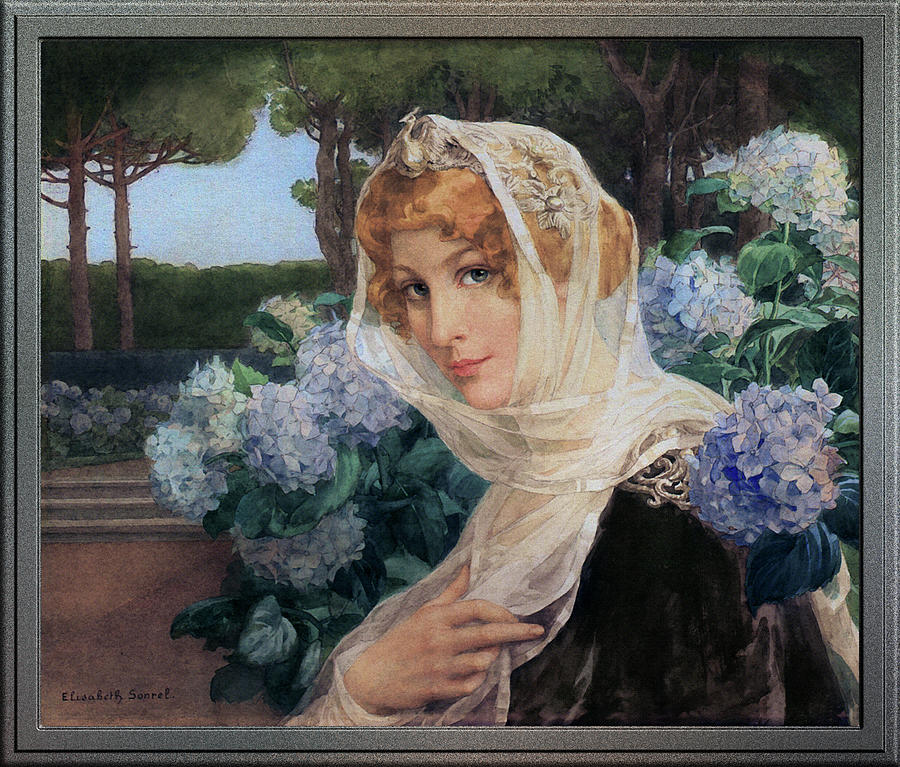
Tânără cu hortensii
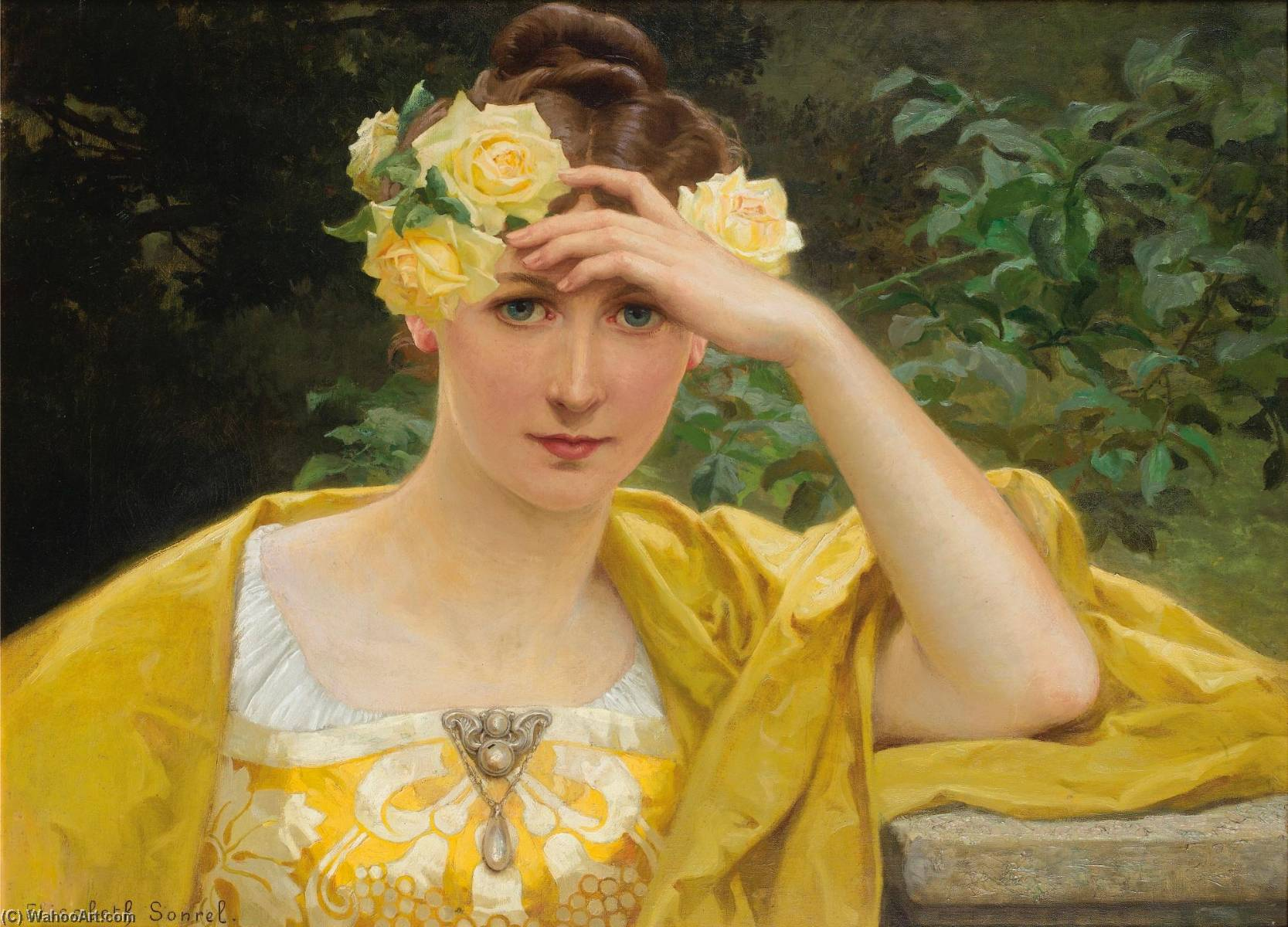
Fată tânără în galben
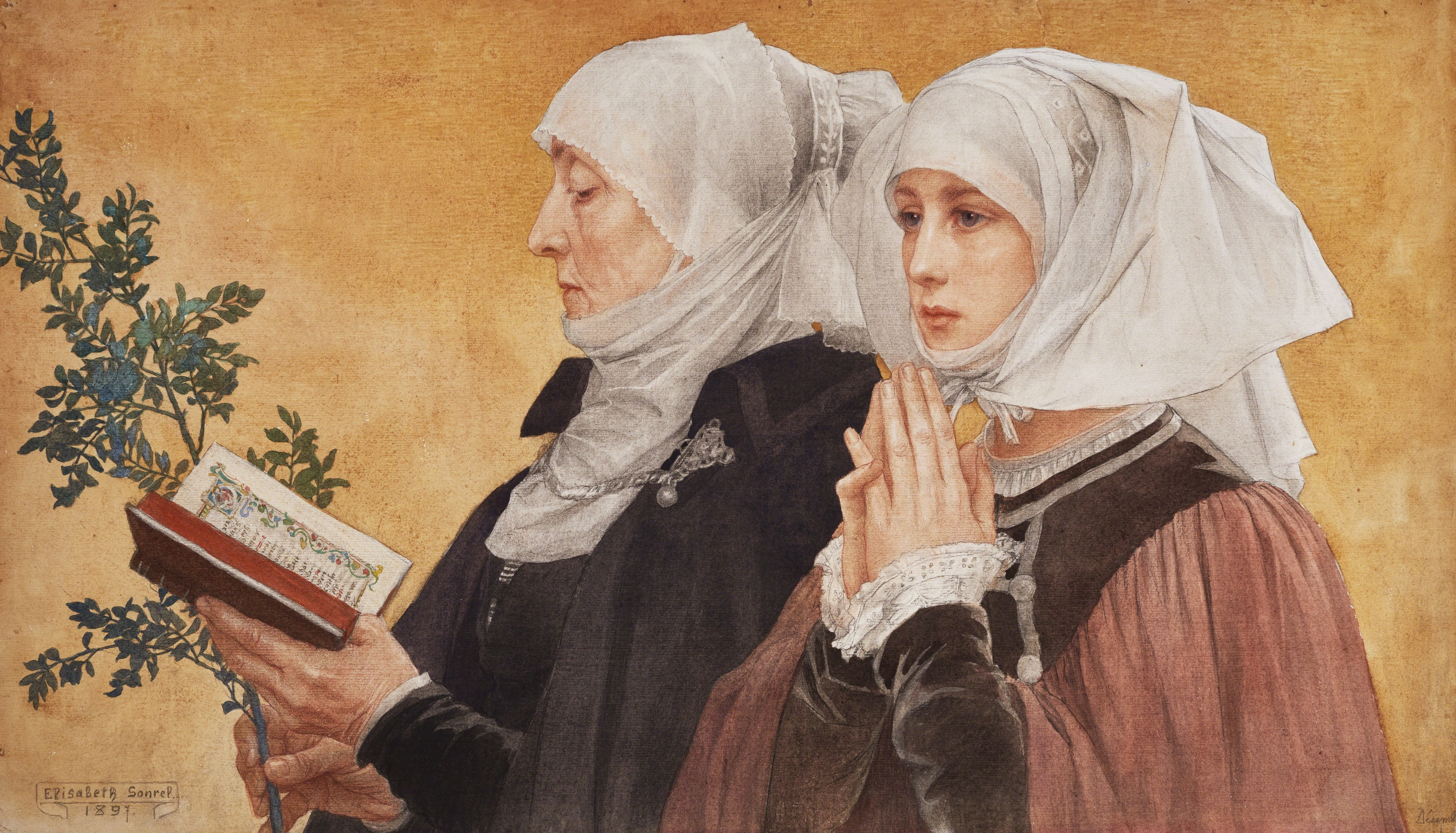
Les Rameaux (Duminica Floriilor), 1897
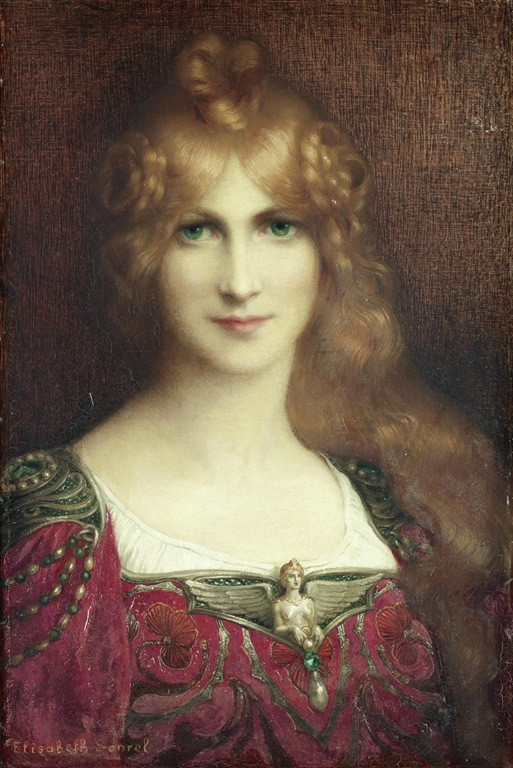
O domnișoară
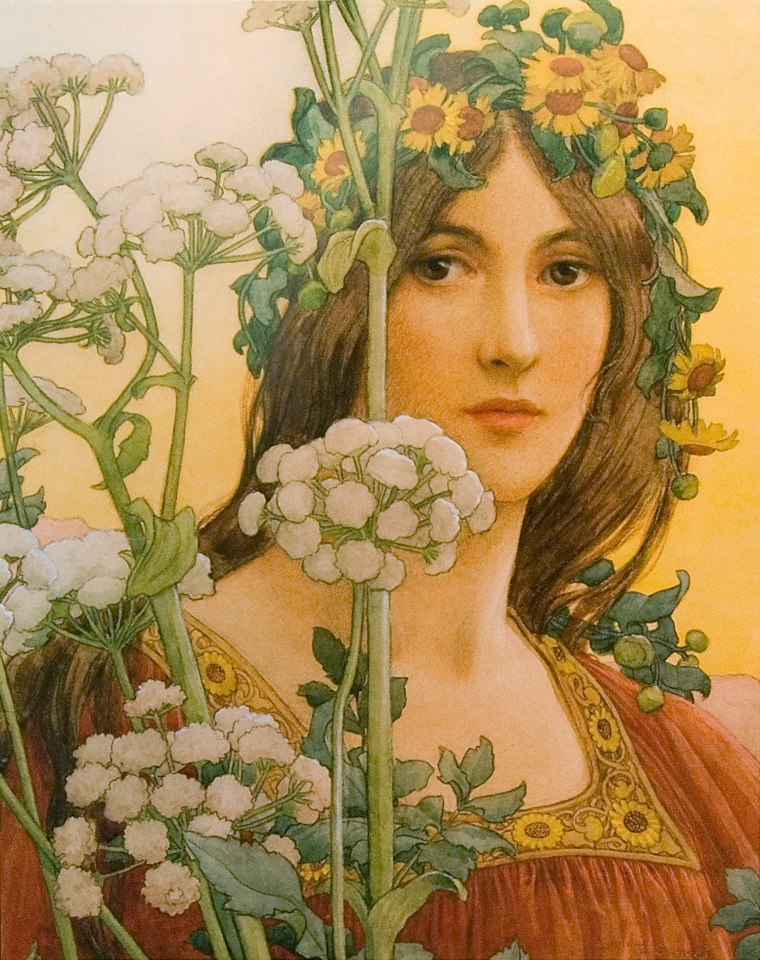
Maica Domnului cu hasmațuchi, 1923
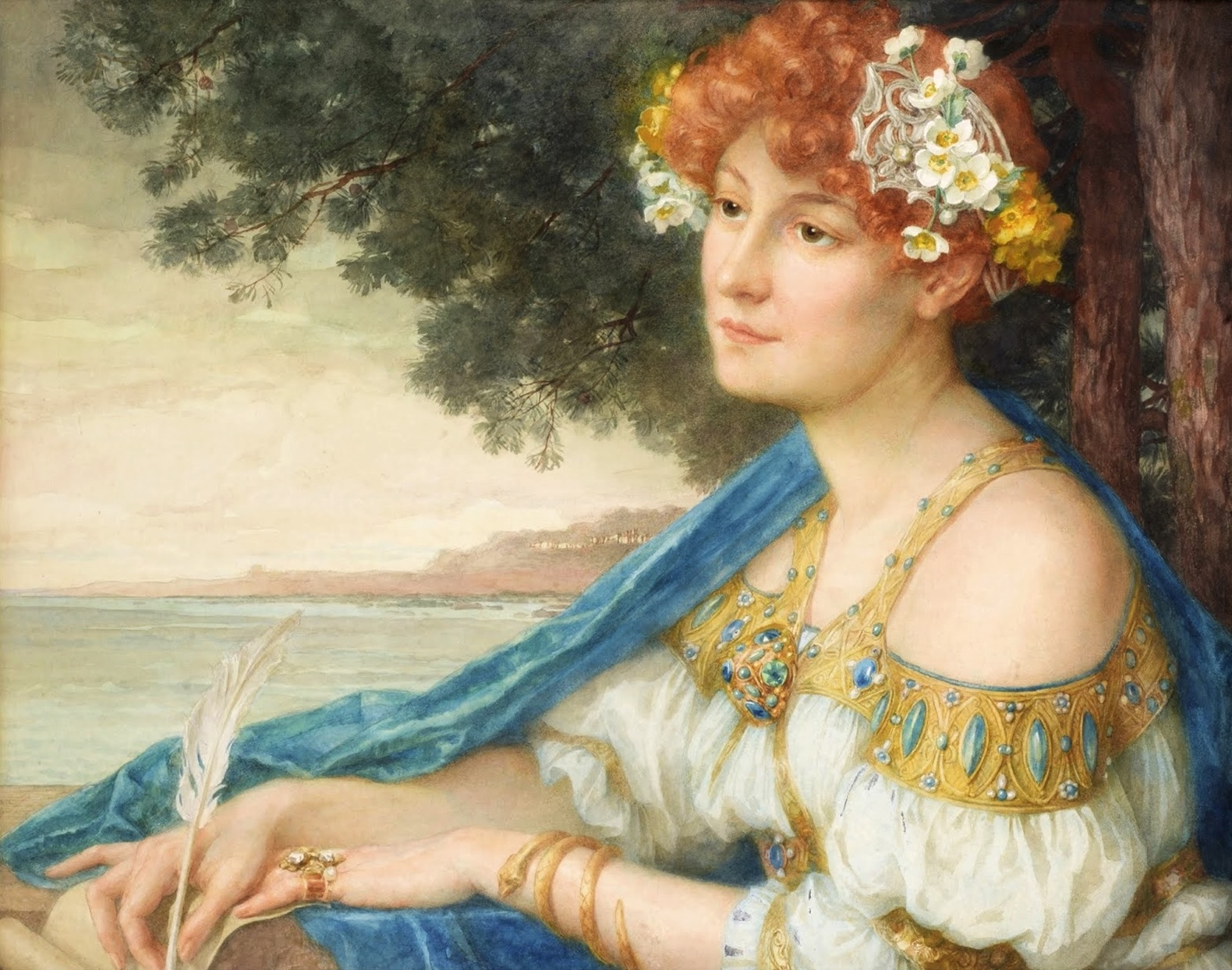
Catherine La Rose